# استخوان‌های مچ دست
مُچِ دست پیوندگاه استخوان‌های ساعد زند زبرین (Radius) و زند زیرین (Ulna) به کف دست است. در این ناحیه که خُرده‌دست (Carpus) نامیده می‌شود هشت استخوان کوچک قرار دارند.
در ردیف ابتدایی مچ دست چهار استخوانچه وجود دارد که بترتیب از طرف شست به طرف انگشت کوچک عبارتند از ناوی (Scaphoid)، هلالی (Lunate)، هرمی (Triquterum)، نخودی (Pisiform). در ردیف انتهایی هم چهار استخوانچه قرار دارد که بترتیب از طرف شست به طرف انگشت کوچک عبارتند از چهارپهلو (Trapezium)، نیمه‌چهارپهلو (Trapezoid)، کله‌ای (Capitate)، چنگکی (Hemate).
استخوان‌های خرده‌دست طوری در کنار هم قرار گرفته‌اند که یک قوس را درست می‌کنند. تقعر این قوس به سمت قدام یا کف دستی است.
استخوان‌های مچ‌دستی هشت استخوان کوچک هستند که مچ دست را تشکیل می‌دهند و دست را به ساعد متصل می‌کنند. در بدن انسان، نقش اصلی استخوان‌های مچ‌دستی این است که با سرهای زند زبرین و زند زیرین مفصل شوند تا یک مفصل لقمه‌ای بسیار متحرک (یعنی مفصل مچ دست) تشکیل دهند، برای اتصال ماهیچه‌های برجستگی بزرگ کف دست و ماهیچه‌های برجستگی کوچک کف دست و برای تشکیل بخشی از دالان مچ دست که به عصب میانی و تاندون‌های عضلات قدامی ساعد اجازه می‌دهد تا به دست و انگشتان منتقل شوند.
در چهاراندامان، خرده‌دست تنها دسته از استخوان‌های مچ دست بین زند زبرین و زند زیرین و استخوان‌های کف‌دستی است. استخوان‌های خرده‌دست به انگشتان (یا انگشتان پا در چهارپایان) تعلق ندارند، در حالی که استخوان‌های کف‌دستی به انگشتان تعلق دارند. قسمت مربوط پیش‌پا، استخوان‌های مچ پا است. استخوان‌های مچ‌دستی به مچ دست اجازه حرکت و چرخش عمودی می‌دهند.

### استخوان‌ها
هشت استخوان مچ دست را می‌توان به صورت مفهومی به عنوان دو ردیف عرضی یا سه ستون طولی سازماندهی کرد.
وقتی به صورت ردیف‌های جفت در نظر گرفته می‌شوند، هر ردیف یک قوس را تشکیل می‌دهد که از نظر پروگزیمال (نزدینه‌ای) محدب و از نظر دیستال (دورینه‌ای) مقعر است. در سمت کف دست، مچ دست مقعر است و دالان مچ دست (تونل کارپال) را تشکیل می‌دهد که توسط نگهدارنده خم‌کننده دست پوشانده شده است. ردیف پروگزیمال (نزدینه) شامل استخوان‌های ناوی، هلالی، هرمی و نخودی است که با سطوح شعاع و ردیف دیستال (دورینه) مچ دست مفصل می‌شوند و بنابراین دائماً با این سطوح متحرک سازگار می‌شوند. در داخل ردیف پروگزیمال، هر استخوان مچ دست تحرک جزئی مستقلی دارد. به عنوان مثال، استخوان ناوی با مفصل شدن به صورت دیستال با استخوان‌های چهارپهلو و نیمه‌چهارپهلو به پایداری میانی مچ دست کمک می‌کند. در مقابل، ردیف دیستال سفت‌تر است زیرا قوس عرضی آن با استخوان‌های کف دستی حرکت می‌کند.
از نظر زیست‌مکانیکی و بالینی، استخوان‌های مچ دست به عنوان سه ستون طولی بهتر مفهوم‌سازی می‌شوند:
- ستون شعاعی ناوی: استخوان‌های ناوی، چهارپهلو و نیمه چهارپهلو
- ستون هلالی: استخوان‌های هلالی و بزرگ
- ستون زند زیرین و هرمی: استخوان‌های هرمی و چنگکی

در این زمینه، استخوان نخودی به عنوان یک استخوان کنجدی در نظر گرفته می‌شود که در زردپی خم‌کننده مچ دست به زند زیرین قرار گرفته است. ستون زند زیرین شکافی بین زند زیرین و استخوان هرمی باقی می‌گذارد و بنابراین، فقط ستون‌های شعاعی یا ناوی و مرکزی یا بزرگ با شعاع مفصل می‌شوند. مچ دست در خم شدن نسبت به اکستنشن پایدارتر است، بیشتر به دلیل استحکام کپسول‌ها و رباط‌های مختلف تا قطعات متصل اسکلت.
تقریباً همه استخوان‌های مچ دست (به جز نخودی) دارای شش سطح هستند. از این میان، سطوح کف دستی یا قدامی و سطوح پشتی یا خلفی برای اتصال رباط ناهموار هستند. سطوح پشتی پهن‌تر هستند، به جز در هلالی.
سطوح بالایی یا پروگزیمال، و سطوح پایینی یا دیستال مفصلی هستند، سطح بالایی عموماً محدب و سطح پایینی مقعر است. سطوح داخلی و جانبی نیز در جایی که با استخوان‌های مجاور در تماس هستند مفصلی هستند، در غیر این صورت ناهموار و غده‌ای هستند.
ساختار در همه مشابه است: بافت اسفنجی محصور در یک لایه از استخوان متراکم.

### مفصل‌ها
| نام                                  | مفصل‌های پروگزیمال/رادیال (نزدیکتر به مرکز بدن/ زند زبرین) | مفصل‌های جانبی/میانی (خارجی/داخلی)    | مفصل‌های دیستال/متاکارپال (دورتر از مرکز بدن/ استخوان‌های کف دستی) |
| ردیف پروگزیمال (نزدیکتر به مرکز بدن) | ردیف پروگزیمال (نزدیکتر به مرکز بدن)                      | ردیف پروگزیمال (نزدیکتر به مرکز بدن) | ردیف پروگزیمال (نزدیکتر به مرکز بدن)                             |
| ------------------------------------ | --------------------------------------------------------- | ------------------------------------ | ---------------------------------------------------------------- |
| ناوی                                 | زند زبرین                                                 | کله‌ای، هلالی                         | چهارپهلو، نیمه‌چهارپهلو                                           |
| هلالی                                | زند زبرین، دیسک مفصلی                                     | ناوی، هرمی                           | کله‌ای، چنگکی (گاهی)                                              |
| هرمی                                 | دیسک مفصلی                                                | هلالی، نخودی                         | چنگکی                                                            |
| نخودی                                |                                                           | هرمی                                 |                                                                  |
| ردیف دیستال (دورتر از مرکز بدن)      |                                                           |                                      |                                                                  |
| چهارپهلو                             | ناوی                                                      | نیمه‌چهارپهلو                         | اولین و دومین استخوان کف دستی                                    |
| نیمه‌چهارپهلو                         | ناوی                                                      | چهارپهلو، کله‌ای                      | دومین استخوان کف دستی                                            |
| کله‌ای                                | ناوی، هلالی                                               | نیمه‌چهارپهلو، چنگکی                  | سومین، تا حدودی دومین و چهارمین استخوان کف دستی                  |
| چنگکی                                | هرمی، هلالی                                               | کله‌ای                                | چهارمین و پنجمین استخوان کف دستی                                 |

### استخوان‌های فرعی

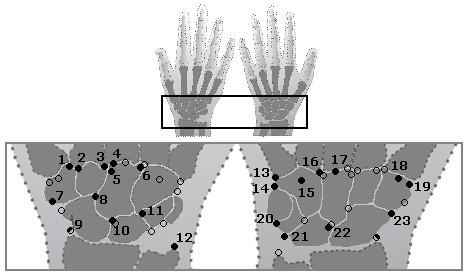
محل استخوانچه‌های فرعی مچ دست

گاهی استخوان‌های فرعی در مچ دست یافت می‌شوند، اما از بیش از ۲۰ استخوان توصیف شده، تنها چهار مورد (استخوان‌های مرکزی، نیزه‌ای (استیلوئید)، چهارپهلو ثانویه و نخودی ثانویه) به عنوان استخوان‌های فرعی اثبات شده در نظر گرفته می‌شوند. گاهی استخوان‌های ناوی، هرمی و نخودی به دو قسمت تقسیم می‌شوند.

## رشد
| استخوان      | میانگین   | تنوع           | تنوع                    |
| ------------ | --------- | -------------- | ----------------------- |
| کله‌ای        | ۲٫۵ ماه   | ۱–۶ ماه        | ۱–۵ ماه                 |
| چنگکی        | ۴–۵٫۵ ماه | ۱–۷ ماه        | ۱–۱۲ ماه                |
| هرمی         | ۲ سال     | ۵ ماه تا ۳ سال | ۹ ماه تا ۴ سال و ۲ ماه  |
| هلالی        | ۵ سال     | ۲–۵٫۵ سال      | ۱۸ ماه تا ۴ سال و ۳ ماه |
| چهارپهلو     | ۶ سال     | ۴–۸ سال        |                         |
| نیمه‌چهارپهلو | ۶ سال     | ۴–۸ سال        |                         |
| ناوی         | ۶ سال     | ۴–۷ سال        |                         |
| نخودی        | ۱۲ سال    | ۸–۱۲ سال       |                         |

استخوان‌های مچ دست از طریق استخوان‌سازی درون‌غضروفی (از داخل غضروف) تشکیل می‌شوند و مراکز استخوانی تنها پس از تولد ظاهر می‌شوند.
تشکیل این مراکز تقریباً از یک الگوی مارپیچی زمانی پیروی می‌کند که از استخوان کله‌ای و چنگکی در طول سال اول زندگی شروع می‌شود. استخوان‌های زند زیرین سپس قبل از استخوان‌های زند زبرین استخوانی می‌شوند، در حالی که استخوان کنجدی نخودی پس از بیش از ده سال در تاندون ماهیچه خم‌کننده مچ دست به زند زیرین ایجاد می‌شود. شروع استخوان‌سازی برای هر استخوان در طول یک دوره مانند سایر استخوان‌ها اتفاق می‌افتد. این در تخمین سن قانونی مفید است.

## کارکرد

### رباط‌ها

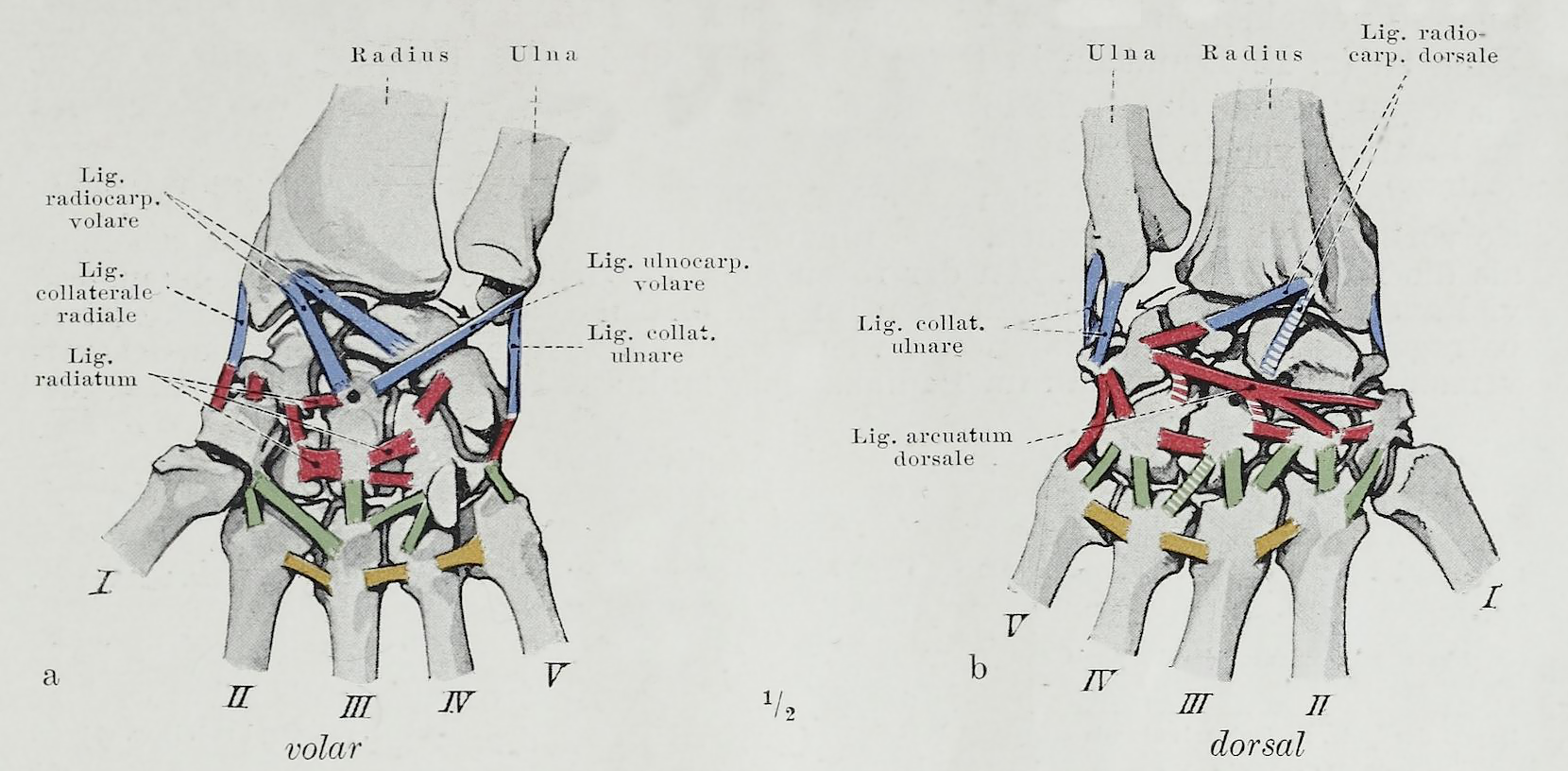
چهار گروه رباط در ناحیه مچ دست (در چهار رنگ مختلف نشان داده شده است)

چهار گروه از رباط‌ها در ناحیه مچ دست وجود دارند:
- رباط‌های مچ دست که زند زیرین و زند زبرین را به استخوان‌های مچ متصل می‌کنند: رباط‌های جانبی زند زیرین و زند زبرین؛ رباط‌های کف دستی و پشتی رادیوکارپال؛ و رباط کف دستی زند زیرینی-مچی. (به رنگ آبی در شکل نشان داده شده است)
- رباط‌های مفاصل بین استخوان‌های مچ که استخوان‌های مچ را به یکدیگر متصل می‌کنند: رباط کارپال شعاعی؛ رباط‌های بین استخوان‌های مچ پشتی، کف دستی و بین استخوانی؛ و رباط نخودی-چنگکی. (به رنگ قرمز در شکل نشان داده شده است)
- رباط‌های مفاصل کارپومتاکارپال که استخوان‌های مچ را به استخوان‌های کف دست متصل می‌کنند: رباط نخودی-کف دستی و رباط‌های کارپومتاکارپال کف دستی و پشتی. (به رنگ سبز در شکل نشان داده شده است)
- رباط‌های مفاصل بین استخوان‌های کف دست که استخوان‌های کف دست را به هم متصل می‌کنند: رباط‌های کف دستی، بین استخوانی و پشتی کف دستی. (به رنگ زرد در شکل نشان داده شده است)

## حرکات
زمانی که انگشت سوم روی استخوان کله‌ای قرار می‌گیرد و در یک راستا با ساعد قرار دارد، گفته می‌شود که دست در وضعیت مستقیم قرار دارد. این را نباید با موقعیت میانی دست که مربوط به انحراف اولنار ۱۲ درجه است، اشتباه گرفت. از حالت مستقیم دو جفت حرکت دست امکان‌پذیر است: دور شدن (حرکت به سمت زند زبرین، به اصطلاح انحراف شعاعی یا دور شدن) ۱۵ درجه و نزدیک شدن (حرکت به سمت زند زیرین، به اصطلاح انحراف اولنار یا نزدیک شدن) ۴۰ درجه. هنگامی که بازو در سوپیناسیون سخت است و در پروناسیون سخت کمی بیشتر است. خم شدن (خم شدن به سمت کف دست، به اصطلاح خم شدن کف دست) و اکستنشن (خم شدن به سمت پشت دست، به اصطلاح دورسی‌فلکشن) با دامنه کل ۱۷۰ درجه امکان‌پذیر است.

### دور شدن شعاعی/ نزدیک شدن زند زیرینی
در طی دور شدن شعاعی، استخوان ناوی به سمت کف دست خم می‌شود که به استخوان‌های چهارپهلو و نیمه‌چهارپهلو اجازه می‌دهد به زند زبرین نزدیک شوند. از آنجایی که استخوان نیمه‌چهارپهلو به‌طور محکم به دومین استخوان کف دستی متصل است که ماهیچه خم‌کننده مچ به زند زبرین و ماهیچه دراز بازکننده مچ به زند زبرین نیز به آن متصل هستند، دور شدن شعاعی به‌طور مؤثر این ساختار ترکیبی را به سمت زند زبرین می‌کشد. در طول دور شدن شعاعی، استخوان نخودی بیشترین مسیر را در بین تمام استخوان‌های مچ دست طی می‌کند. دور شدن شعاعی توسط (به ترتیب اهمیت) ماهیچه دراز بازکننده مچ به زند بالایی، ماهیچه دراز دورکننده شست دست، ماهیچه دراز بازکننده شست دست، ماهیچه خم‌کننده مچ به زند زبرین و ماهیچه دراز خم‌کننده شست دست ایجاد می‌شود.
نزدیک شدن زند زیرینی باعث کج شدن یا جابجایی پشتی ردیف پروگزیمال استخوان‌های مچ دست می‌شود. این حرکت توسط ماهیچه بازکننده مچ به زند پایینی، ماهیچه خم‌کننده مچ به زند زیرین، ماهیچه بازکننده انگشتان دست و ماهیچه بازکننده انگشت کوچک دست ایجاد می‌شود.
هر دو دور شدن شعاعی و نزدیک شدن زند زیرینی در اطراف یک محور پشتی-کف دستی که از سر استخوان کله‌ای می‌گذرد، رخ می‌دهد.

### خم شدن کف دستی/خم شدن پشتی
در طول خم شدن کف دستی، استخوان‌های پروگزیمال مچ دست به سمت پشت و در طول خم شدن پشتی به سمت کف دست جابجا می‌شوند. در حالی که خم شدن و اکستنشن شامل حرکاتی در اطراف یک جفت محور عرضی است - که از استخوان هلالی برای ردیف پروگزیمال و از طریق استخوان کله‌ای برای ردیف دیستال عبور می‌کند - خم شدن کف دستی عمدتاً در مفصل مچ دست و خم شدن پشتی در مفصل میانی مچ دست رخ می‌دهد.
خم شدن پشتی توسط (به ترتیب اهمیت) ماهیچه بازکننده انگشتان دست، ماهیچه دراز بازکننده مچ به زند بالایی، ماهیچه کوتاه بازکننده مچ به زند بالایی، ماهیچه بازکننده انگشت اشاره، ماهیچه دراز بازکننده شست دست و ماهیچه بازکننده انگشت کوچک دست ایجاد می‌شود. خم شدن کف دستی توسط (به ترتیب اهمیت) ماهیچه خم‌کننده سطحی انگشتان دست، ماهیچه عمقی خم‌کننده انگشتان دست، ماهیچه خم‌کننده مچ به زند زیرین، ماهیچه دراز خم‌کننده شست دست، ماهیچه خم‌کننده مچ به زند زبرین و ماهیچه دراز دورکننده شست دست ایجاد می‌شود.

## حرکات ترکیبی
با ترکیب حرکات در هر دو مفصل آرنج و شانه، حرکات میانی یا ترکیبی در مچ، حرکات مفصل گوی و کاسه‌ای را با برخی محدودیت‌های لازم، مانند حداکثر خم شدن کف دستی که مانع از دور شدن می‌شود، تقریبی می‌کند.

### حرکات فرعی
حرکات لغزشی قدامی خلفی بین استخوان‌های مجاور مچ دست یا در امتداد مفصل میانی مچ دست را می‌توان با تثبیت استخوان‌های فردی در حین حرکت استخوان دیگر (یعنی گرفتن استخوان بین انگشت شست و سبابه) به دست آورد.

## سایر حیوانات
ساختار مچ دست بین گروه‌های مختلف چهاراندامان، حتی در میان آنهایی که مجموعه کامل پنج انگشت را حفظ می‌کنند، بسیار متفاوت است. در دوزیستان فسیلی اولیه، مانند کشیده‌چهرهEryops، مچ دست از سه ردیف استخوان تشکیل شده است. یک ردیف پروگزیمال از سه استخوان مچ دست، یک ردیف دوم از چهار استخوان و یک ردیف دیستال از پنج استخوان. استخوان‌های مچ دست پروگزیمال به عنوان radiale, intermedium و ulnare نامیده می‌شوند که از مفاصل پروگزیمال آنها گرفته شده است و به ترتیب با استخوان‌های ناوی، هلالی و هرمی هم‌ساخت هستند. استخوان‌های باقی‌مانده به سادگی از یک تا چهار مرکزی (مفرد: مرکزی) و از یک تا پنج مچ دست دیستال شماره‌گذاری می‌شوند. در ابتدا، به نظر می‌رسد که هر یک از استخوان‌های دیستال با یک استخوان متاکارپ مفصل شده‌اند.
با این حال، اکثریت قریب به اتفاق مهره‌داران بعدی، از جمله دوزیستان امروزی، درجات مختلفی از دست دادن و همجوشی این استخوان‌های اولیه را تجربه کرده‌اند که منجر به تعداد کمتری از استخوان‌های مچ دست می‌شود. به عنوان مثال، تقریباً همه پستانداران و خزندگان، پنجمین استخوان مچ دست دیستال را از دست داده‌اند و تنها یک استخوان مرکزی دارند - و حتی این در انسان وجود ندارد. استخوان نخودی تا حدودی غیرعادی است، زیرا ابتدا در خزندگان اولیه ظاهر می‌شود و هرگز در دوزیستان یافت نمی‌شود.
از آنجایی که بسیاری از چهاراندامان کمتر از پنج انگشت روی اندام جلویی دارند، حتی درجات بیشتری از همجوشی رایج است و مجموعه عظیمی از ترکیب‌های مختلف ممکن یافت می‌شود. به عنوان مثال، بال یک پرنده امروزی تنها دو استخوان مچ دست باقی مانده دارد. radiale (استخوان ناوی پستانداران) و استخوانی که از همجوشی چهار استخوان مچ دست دیستال تشکیل شده است.
مچ دست و مچ پا هر دو به عنوان عناصر دست و پایی یا (خوشه‌هایی از) استخوان‌های دست‌وپاییpodial توصیف می‌شوند. 
در برخی از درازپایان، استخوان‌های ناوی و هلالی در استخوان ناوی‌هلالی (اسکافولونار) ترکیب می‌شوند. 
در سخت‌پوستان، "carpus" اصطلاح علمی برای چنگال‌ها یا "انبر" موجود در برخی از پاها است. (به کالبدشناسی ده‌پایان مراجعه کنید)

## نگارخانه

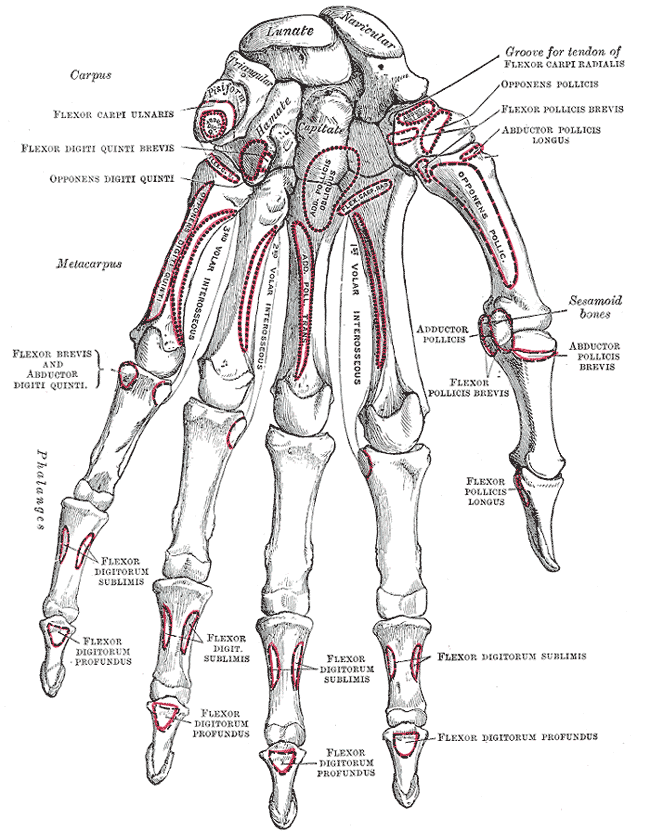
استخوان های دست چپ. سطح کف دست.
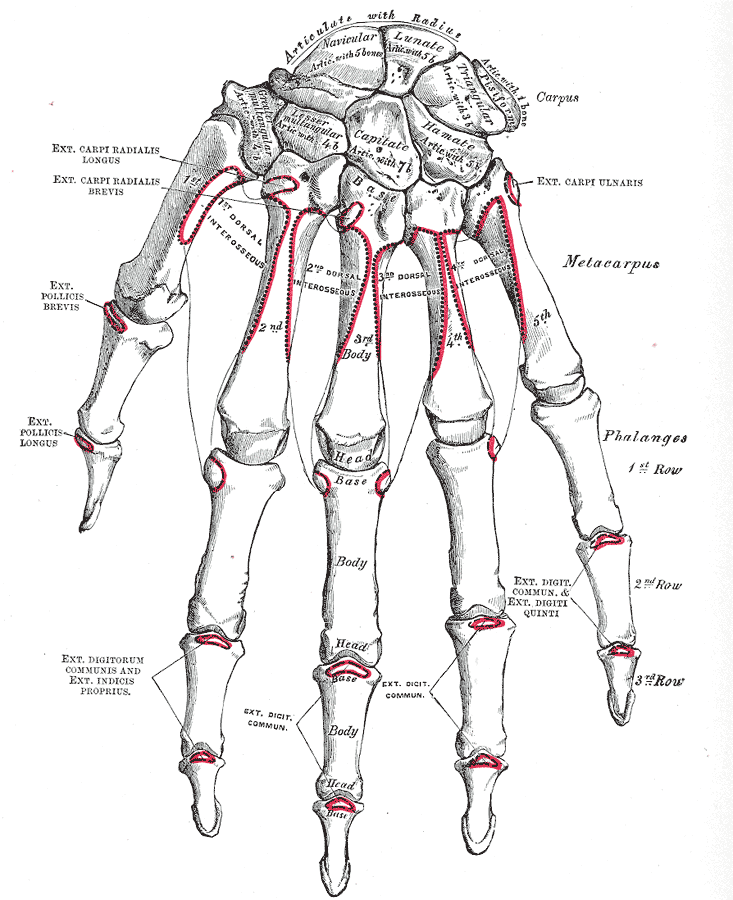
استخوان های دست چپ. سطح پشتی.
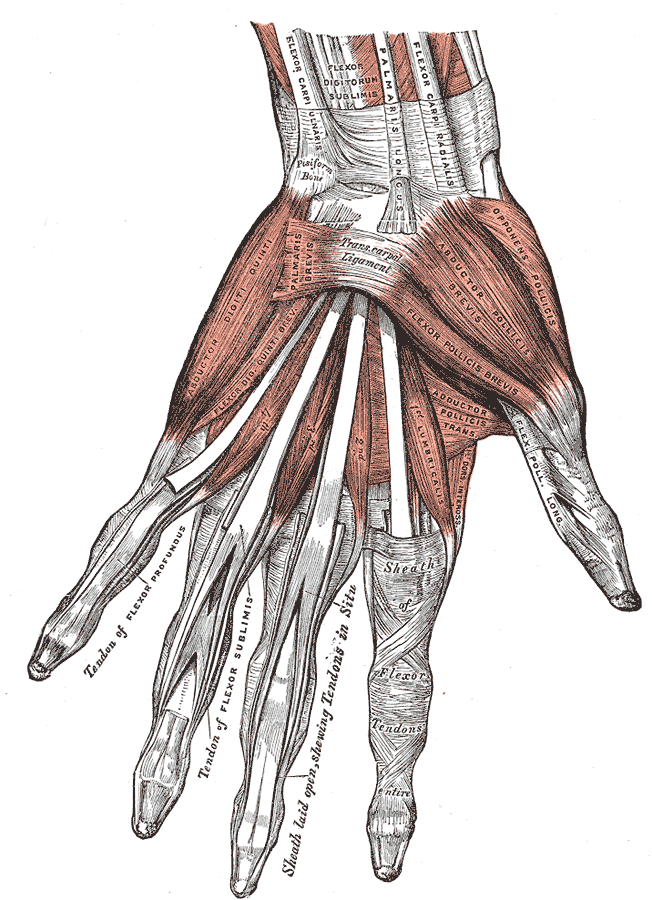
عضلات دست چپ. سطح کف دست.